# Asko Parpola
Asko Heikki Siegfried Parpola (né en 1941) est professeur émérite de l'université d'Helsinki.

## Biographie
Il est un expert mondialement reconnu de l'écriture de l'Indus ou écrit de la civilisation de la vallée de l'Indus. Il est très connu pour sa théorie qui propose que l'écriture de l'Indus codifie une langue dravidienne.
Son frère Simo Parpola est un linguiste mondialement reconnu expert en assyriologie. 

## Prix
- Prix Alfred Kordelin , 2003